# ترافنهورشت
ترافنهورشت (به آلمانی: Travenhorst) یک شهر در آلمان است که در زگه‌برگ واقع شده‌است. ترافنهورشت ۲۱۶ نفر جمعیت دارد.